# Joseph Ujlaki
Joseph Ujlaki, en hongarès Újlaki József, (Budapest, 10 d'agost del 1929 - Seta, 13 de febrer del 2006) fou un futbolista francès d'ascendència hongaresa.
Format a l'Újpesti Dózsa, la seva carrera professional transcorregué a França a clubs com Stade Français, Sète, Nîmes, Nice, RC Paris o FC Metz. També jugà amb la selecció francesa.

## Palmarès
- Ligue 1: 1956 amb OGC Nice
- Coupe de France: 1954 amb OGC Nice